# Rheomys raptor
Rheomys raptor és una espècie de mamífer rosegador de la família dels cricètids. Viu a altituds d'entre 1.300 i 1.600 msnm a Costa Rica i Panamà. El seu hàbitat natural són els rierols que transcorren pels boscos d'altiplà. S'alimenta d'artròpodes. Està amenaçat per la desforestació i la contaminació de l'aigua. El seu nom específic, raptor, significa ‘saquejador’ en llatí.